# فهرس معهد الفلم الأمريكي
فهرس معهد الفيلم الأمريكي (بالإنجليزية: AFI Catalog of Feature Films) هو مشروع مستمر من قبل معهد الفيلم الأمريكي لفهرسة جميع الأفلام السينمائية الأمريكية المُصنّعة تجاريًا والمعروضة في المسرح، من الأيام الأولى للصناعة حتى الوقت الحاضر. بدأت كسلسلة من الكتب ذات الأغلفة الكرتونية تعرف باسم فهرس الصور المتحركة لمعهد الفيلم الأمريكي، وبعد ذلك أصبحت قاعدة بيانات على الإنترنت حصريًا.
يتضمن كل إدخال في الفهرس عادةً عنوان الفيلم والوصف المادي وشركات الإنتاج والتوزيع وتواريخ الإنتاج والإصدار والاعتمادات الشخصية وملخص الحبكة وملاحظات حول تاريخ الفيلم. تمت فهرسة الأفلام حسب الاعتمادات الشخصية، وشركات الإنتاج والتوزيع، وسنة الإصدار، وموضوعات الحبكة الرئيسية والثانوية.
في التأهل لمجلدات «الأفلام الروائية الطويلة»، يجب أن يكون فيلما تجاريا من قبل شركة أمريكية، وإعطاء الإفراج عن مسرحية في 35 ملم أو أكبر مقياس للجمهور العام، مع وقت تشغيل 40 دقيقة على الأقل.

## المنشورات
المجلدات المنشورة:
- A، بدايات الفيلم، 1893-1910 (1995)
  - بعنوان «عمل قيد الإنجاز» بسبب قلة المعلومات المتوفرة عن العديد من الأفلام التي صدرت في هذا العصر. يتم تضمين الأفلام الأجنبية الصنع إذا تم إصدارها من قبل الشركات الأمريكية.
- F1، أفلام روائية، 1911-1920 (1988)
- F2، أفلام روائية طويلة، 1921-1930 (1971)
- F3، أفلام طويلة، 1931-1940 (1993)
  - مع هذا الفهرس، بدأ المشروع في تضمين ملخصات الحبكة المكتوبة خصيصًا للكتالوج من مشاهدة الفيلم نفسه، كلما أمكن ذلك، بدلاً من الاعتماد على ملخصات الحبكة المأخوذة من تسجيلات حقوق النشر أو مواد الدعاية في الاستوديو أو المراجعات.
- F4، أفلام طويلة، 1941-1950 (1997)
- F6، أفلام طويلة، 1961-1970 (1976)
  - نظرًا للعدد الكبير من الإنتاجات المشتركة بين الشركات الأمريكية والأجنبية في الستينيات، وصعوبة تحديد جنسية أي فيلم معين، فإن هذا المجلد يشمل جميع الأفلام الروائية التي تم طرحها مسرحيًا في الولايات المتحدة في تلك الفترة. تتضمن النسخة ذات الغلاف الصلب ميزات إباحية، على الرغم من استبعادها من إصدار قاعدة البيانات الإلكترونية. تم نقل الأخطاء في الإصدارات المطبوعة إلى النسخة عبر الإنترنت، على الرغم من الانتقادات المنشورة، ولا توجد وسيلة يمكن للمستخدمين من خلالها تقديم مناقشات أو تصحيحات.

تم تعليق نشر المجلدات ذات الأغلفة الورقية لأسباب تتعلق بالميزانية بعد المجلد F4 في عام 1997. تم إصدار الأفلام الروائية من عام 1951 حتى عام 1960، ومن عام 1971 حتى عام 1993 تم فهرستها فقط في قاعدة البيانات على الإنترنت. يقدر المشروع أنه سيتم فهرسة السنوات الإضافية كل ستة أشهر. تُمنح الفرصة لطلاب مدرسة الفلم لتقديم ملخصات عن الحبكة والأبحاث الأصلية، ولكن لا يتم تشجيع المدخلات من الباحثين الآخرين في مجال الأفلام ذوي الخبرة.

## روابط خارجية
- AFI Catalog of Feature Films
 – official site